# Uriel Weinreich
Uriel Weinreich (en jiddisch: אוריאל ווײַנרײַך; Vílnius, 23 de maig de 1926 - Nova York, 30 de març de 1967) va ser un lingüista d'origen polonès que emigrà als Estats Units.

## Biografia
Uriel Weinreich nasqué el 1926 a Vílnius, que aleshores pertanyia a Polònia, al si d'una família de confessió jueva. El seu pare, Max Weinreich era un lingüista nascut a Rússia i la mare provenia d'una família lituana benestant. La família Weinreich emigrà el 1940 als Estats Units, a la ciutat de Nova York.
Es doctorà a la Universitat de Colúmbia el 1951 on ensenyà després lingüística. Se'l coneix sobretot arran de les seves aportacions a l'estudi del jiddisch tot i que també feu contribucions notables en sociolingüística, dialectologia i semàntica.
La seva tesi doctoral sobre el bilingüisme a Suïssa va servir de materia per a la seva obra més famosa Languages in Contact (1953). El 1952 explicà el motiu de la reaparició d'una forma més antiga de pronunciació del jiddish a l'Europa de l'est a causa de fluxos d'immigrants que hi importaren la seva dicció més "antiga".
Les recerques i publicacions de Weinreich impactaren pregonament l'obra del sociolingüista valencià Lluís Vicent Aracil i Boned.

## Obres
- College Yiddish: An Introduction to the Yiddish Language and to Jewish Life and Culture (1949).
- Languages in Contact: Findings and Problems (1953; 1963); Llengües en contacte (1996). Traducció de Francesc Martínez. Alzira: Bromera.
- Say It In Yiddish: A Phrase Book for Travelers (1958).
- Modern english-yidish yidish-english verterbukh (1968; 1987).